# Lucertola senza coda
Lucertola senza coda (in spagnolo Largatija sin cola) è un romanzo postumo dello scrittore cileno José Donoso pubblicato nel 2007. In Italia è stato pubblicato nel 2012 dalla casa editrice Cavallo di Ferro.

## Trama
Intorno alla prima metà degli anni '70, il pittore Antonio Muñoz-Roa, ormai in età matura, vive disilluso nel suo appartamento di Barcellona, in totale isolamento dal resto del mondo. Sono gli anni del Desarrollo, del miracolo economico spagnolo, che sta velocemente sconvolgendo gli stili di vita, le tradizioni ancestrali, le coste e i paesaggi della penisola iberica col nascente turismo di massa. Muñoz-Roa da giovane era un membro fondatore ed esponente della corrente artistica dell'Informalismo spagnolo, abbandonato poi all'improvviso quando era stato corrotto dal mercato, che ne aveva desacralizzato - a suo dire - la genuinità, elemento indispensabile per un'opera d'arte.
Durante una vacanza nell'entroterra della Catalogna, lungo il fiume Ebro, non ancora contaminato da quel turismo "selvaggio" che disprezza, Antonio scopre il borgo rurale di Dors e se ne innamora subito. Decide così di liberarsi della sua casa barcellonese e di trasferirsi a vivere lì, in una delle tante case antiche di pietra del centro del paese che i "nativi" non vogliono più in favore delle case moderne. Presto, infatti, il pittore si scontrerà proprio con gli abitanti, in particolare coi "capi" del luogo, coloro che detengono le leve economiche del posto, che possiedono le proprietà terriere e sono desiderosi di convertire Dors al nuovo progresso il più in fretta possibile, ignari del valore storico-artistico del loro villaggio.

## L'opera
Il romanzo, scritto come bozza nel 1973 e rimasto inedito dopo la morte dell'autore nel 1996, fu scoperto dalla figlia Pilar tra le carte che il padre aveva donato all'Università di Princeton; in seguito venne rivisto e corretto dal critico Julio Ortega per la sua pubblicazione postuma nel 2007.
Donoso visse in Spagna dal 1967 al 1981, prima di tornare nel suo paese d'origine, e nel libro analizzò con un suo alter ego il cambiamento in atto nella società spagnola. Fece parte della cosiddetta Generazione del '50 che intendeva utilizzare lo strumento letterario per denunciare il declino della società.